# Exogone wolfi
Exogone wolfi är en ringmaskart som beskrevs av San Martin 1991. Exogone wolfi ingår i släktet Exogone och familjen Syllidae. Inga underarter finns listade i Catalogue of Life.